# Aleksandar Šapić
Aleksandar Šapić (szerb cirill átírással: Александар Шапић) (Belgrád, 1978. június 1. –) olimpiai ezüst- és bronzérmes, világbajnok és háromszoros Európa-bajnok szerb vízilabdázó, politikus.

## Pályafutása
Šapić generációjának egyik legjobb játékosa volt, sikerekben gazdag pályafutással. Karrierje alatt megfordult belgrádi Crvena zvezdában és Partizánban, a vajdasági Óbecse (Becej) csapatában, az olasz Camogliban és Savonában. 2004-ben nagy meglepetésre Oroszországba szerződött a moszkvai Sturm csapatához, ahol éves 300 000 dolláros fizetésével a legjobban kereső vízilabdázónak számított. Visszavonulásáig sorozatban tizenegyszer lett a LEN-bajnokok ligája gólkirálya, ami rekordnak számít, de volt legeredményesebb játékosa olimpiának, világ- és Európa-bajnokságnak is. Jugoszláv, szerb-montenegrói, majd szerb válogatottként egy ezüst- és két bronzérmet szerzett olimpiákon, világ- és Európa-bajnok.

## Magánélet
Visszavonulása után politikai karrierbe kezdett.